# Gran Premio del Úlster de Motociclismo de 1950
El Gran Premio del Úlster de 1950 (oficialmente Ulster Grand Prix) fue la quinta prueba del Campeonato del Mundo de Motociclismo de 1950. Tuvo lugar en la semana del 18 de agosto de 1950 en el Circuito de Clady en Clady (Irlanda del Norte).
La carrera de 500 cc fue ganada por Geoff Duke, seguido de Leslie Graham y Johnny Lockett. Bob Foster ganó la prueba de 350 cc, por delante de Reg Armstrong y Harry Hinton. La carrera de 250 cc fue ganada por Maurice Cann, Dario Ambrosini fue segundo y Wilf Billington tercero. En la cilindrada pequeña de 125 cc solo acabaron 2 pilotos: Carlo Ubbiali, primero y Bruno Ruffo, segundo. Por lo que no puntuó en el campeonato del mundo.

## Resultados

### Resultados 500cc
| Pos     | Piloto           | Constructor | Vueltas | Tiempo    | Puntos |
| ------- | ---------------- | ----------- | ------- | --------- | ------ |
| 1       | Geoff Duke       | Norton      | 15      | 2:29'15.0 | 8      |
| 2       | Leslie Graham    | AJS         | 15      | +57.6     | 6      |
| 3       | Johnny Lockett   | Norton      | 15      | +1'39.6   | 4      |
| 4       | Dickie Dale      | Norton      | 15      | +3'55.0   | 3      |
| 5       | Jock West        | AJS         | 14      | +1 vuelta | 2      |
| 6       | Umberto Masetti  | Gilera      | 14      | +1 vuelta | 1      |
| 7       | Nello Pagani     | Gilera      |         |           |        |
| 8       | Phil Heath       | Norton      |         |           |        |
| 9       | Harry Turner     | Norton      |         |           |        |
| 10      | Ernie Barrett    | Norton      |         |           |        |
| 11      | Jim Kentish      | Norton      |         |           |        |
| 12      | Freddy Fairbairn | Vincent     |         |           |        |
| 13      | Ernest Braine    | Norton      |         |           |        |
| Ret     | Edward Frend     | AJS         | Ret     |           |        |
| Ret     | Thomas Byrne     | Triumph     | Ret     |           |        |
| Ret     | Arthur Wheeler   | Norton      | Ret     |           |        |
| Ret     | Harry Hinton     | Norton      | Ret     |           |        |
| Ret     | Wilmot Evans     | Bitza       | Ret     |           |        |
| Ret     | Gerard Carter    | Norton      | Ret     |           |        |
| Ret     | Carlo Bandirola  | Gilera      | Ret     |           |        |
| Ret     | Charlie Salt     | Velocette   | Ret     |           |        |
| Ret     | Herbert Meyers   | Norton      | Ret     |           |        |
| Ret     | Jack Harding     | Norton      | Ret     |           |        |
| Ret     | George Morrison  | Norton      | Ret     |           |        |
| Ret     | Sidney Lawton    | Rudge       | Ret     |           |        |
| Ret     | Lennart Fenning  | Norton      | Ret     |           |        |
| Ret     | Harold Daniell   | Norton      | Ret     |           |        |
| Ret     | Albert Moule     | Norton      | Ret     |           |        |
| Fuente: |                  |             |         |           |        |

### Resultados 350cc
| Pos     | Piloto         | Constructor | Tiempo    | Puntos |
| ------- | -------------- | ----------- | --------- | ------ |
| 1       | Bob Foster     | Velocette   | 2:20:55.6 | 8      |
| 2       | Reg Armstrong  | Velocette   |           | 6      |
| 3       | Harry Hinton   | Norton      |           | 4      |
| 4       | Eric McPherson | AJS         |           | 3      |
| 5       | Cecil Sandford | AJS         |           | 2      |
| 6       | Harold Daniell | Norton      |           | 1      |
| 7       | Louis Carter   | Gilera      |           |        |
| 8       | Charlie Gray   | AJS         |           |        |
| 9       | Les Dear       | AJS         |           |        |
| 10      | Arthur Wheeler | Velocette   |           |        |
| 11      | Joe Glazebrook | AJS         |           |        |
| 12      | A. W. McGaffin | AJS         |           |        |
| 13      | George Morgan  | Velocette   |           |        |
| 14      | Jack Slater    | AJS         |           |        |
| 15      | Roy Evans      | BSA         |           |        |
| 16      | Syl Anderton   | AJS         |           |        |
| 17      | John Simister  | AJS         |           |        |
| 18      | Max Klein      | AJS         |           |        |
| 19      | R. Macdonald   | AJS         |           |        |
| 20      | Eric Hardy     | Norton      |           |        |
| 21      | Dennis Lashmar | Velocette   |           |        |
| 22      | Bob Browne     | AJS         |           |        |
| 23      | Cliff Carr     | Velocette   |           |        |
| 24      | Reg McConnell  | AJS         |           |        |
| Fuente: |                |             |           |        |

### Resultados 250cc
| Pos     | Piloto           | Constructor | Tiempo  | Puntos |
| ------- | ---------------- | ----------- | ------- | ------ |
| 1       | Maurice Cann     | Moto Guzzi  | 2:35'13 | 8      |
| 2       | Dario Ambrosini  | Benelli     |         | 6      |
| 3       | Wilf Billington  | Moto Guzzi  |         | 4      |
| 4       | Arthur Burton    | Excelsior   |         | 3      |
| 5       | George Andrews   | Excelsior   |         | 2      |
| 6       | William Campbell | Excelsior   |         | 1      |
| 7       | Chris Tattersall | CTS         |         |        |
| 8       | Norman Webb      | Excelsior   |         |        |
| 9       | Frank Cope       | AJS         |         |        |
| 1.      |                  |             |         |        |
| Fuente: |                  |             |         |        |

### Resultados 125cc
| Pos                                                      | Piloto        | Constructor | Tiempo  | Puntos |
| -------------------------------------------------------- | ------------- | ----------- | ------- | ------ |
| 1                                                        | Carlo Ubbiali | Mondial     | 2:08:08 |        |
| 2                                                        | Bruno Ruffo   | Mondial     |         |        |
| Ret                                                      | Gianni Leoni  | Mondial     | Ret     |        |
| Nota: No puntuable en el campeonato por falta de quorum. |               |             |         |        |
| Fuente:                                                  |               |             |         |        |